# Франсілеуду Сантус
Франсілеуду Сантус (порт. Francileudo Santos, араб. فرانسليدو دوس سانتوس, *нар. 20 березня 1979, Зе-Дока) — туніський футболіст бразильського походження, нападник клубу «Етюаль дю Сахель».

## Клубна кар'єра
Народився 20 березня 1979 року в місті Зе-Дока. Вихованець футбольної школи клубу «Сампайо Корреа».
У дорослому футболі дебютував 1996 року виступами за команду клубу «Стандард» (Льєж), в якій провів два сезони, взявши участь лише у 7 матчах чемпіонату.
Протягом 1998–2000 років захищав кольори команди клубу «Етюаль дю Сахель».
Своєю грою за останню команду привернув увагу представників тренерського штабу клубу «Сошо», до складу якого приєднався 2000 року. Відіграв за команду з Сошо наступні п'ять сезонів своєї ігрової кар'єри. Більшість часу, проведеного у складі «Сошо», був основним гравцем атакувальної ланки команди. У складі «Сошо» був одним з головних бомбардирів команди, маючи середню результативність на рівні 0,37 голу за гру першості. За цей час виборов титул володаря Кубка французької ліги.
Згодом з 2005 по 2010 рік грав у складі команд клубів «Тулуза», «Цюрих», «Сошо» та «Істр». Протягом цих років додав до переліку своїх трофеїв титул чемпіона Швейцарії.
До складу клубу «Етюаль дю Сахель» приєднався 2010 року. Наразі встиг відіграти за суську команду 37 матчів в національному чемпіонаті.

## Виступи за збірну
У 2004 році дебютував в офіційних матчах у складі національної збірної Тунісу. Наразі провів у формі головної команди країни 40 матчів, забивши 22 голи.
У складі збірної був учасником Кубка африканських націй 2004 року у Тунісі, здобувши того року титул континентального чемпіона, розіграшу Кубка Конфедерацій 2005 року у Німеччині, чемпіонату світу 2006 року у Німеччині, Кубка африканських націй 2006 року в Єгипті, Кубка африканських націй 2008 року у Гані.

## Статистика виступів

### Статистика клубних виступів
| Сезон   | Команда            | Чемпіонат | Чемпіонат | Чемпіонат |
| Сезон   | Команда            | Ліга      | Ігор      | Голів     |
| ------- | ------------------ | --------- | --------- | --------- |
| 1995-96 | «Стандард» (Льєж)  | ЧБ        | 0         | 0         |
| 1996-97 | «Стандард» (Льєж)  | ЧБ        | 2         | 0         |
| 1997-98 | «Стандард» (Льєж)  | ЧБ        | 5         | 0         |
| 1998-99 | «Етюаль дю Сахель» | ТПЛ1      | 22        | 18        |
| 1999-00 | «Етюаль дю Сахель» | ТПЛ1      | 28        | 14        |
| 2000-01 | «Сошо»             | Д2        | 31        | 21        |
| 2001-02 | «Сошо»             | Л1        | 22        | 1         |
| 2002-03 | «Сошо»             | Л1        | 31        | 8         |
| 2003-04 | «Сошо»             | Л1        | 29        | 14        |
| 2004-05 | «Сошо»             | Л1        | 31        | 9         |
| 2005-06 | «Тулуза»           | Л1        | 25        | 5         |
| 2006-07 | «Тулуза»           | Л1        | 4         | 0         |
| 2006-07 | «Цюрих»            | СЛ        | 12        | 4         |
| 2007-08 | «Тулуза»           | Л1        | 2         | 0         |

## Титули і досягнення

### Командні
- Володар Кубка французької ліги (1):

«Сошо»: 2003-04
- Чемпіон Швейцарії (1):

«Цюрих»: 2006-07
- Переможець Кубка африканських націй: 2004

### Особисті
- Найкращий гравець Чемпіонату Тунісу: 1998-99
- Найкращий гравець Дивізіону 2: 2000-01
- Найкращий гравець Кубка африканських націй:2004